# Julius Deutsch
Julius Deutsch (Lackenbach, 2 de fevereiro de 1884 - 17 de janeiro de 1968) foi um político democrata austríaco. Ele foi delegado na Assembléia Nacional da Áustria de 1920 a 1933. Ele foi também tio de Karl Deutsch, famoso cientista tcheco-americano.